# Moscagua
El pantano de Moscagua (Midgewater Marshes en el original inglés) es una ubicación ficticia creada por el escritor británico J. R. R. Tolkien para ambientar parte de su novela El Señor de los Anillos.

## Localización y configuración
Moscagua es un gran pantano situado en la región de Eriador, al oeste de Bree; entre el bosque de Chet y las Colinas del Viento. Está formado por una sucesión confusa de charcas, matorrales y cañaverales, muy dificultosa de cruzar, pues no existe ningún sendero permanente que las atraviese. Se forma a partir de numerosos ríos y arroyos que descienden de las colinas. El Camino Este-Oeste debe describir una gran curva hacia el sur para sortearlo.
Las charcas están infestadas por miríadas de moscas (a las que hace referencia la traducción española del nombre del lugar), pequeños mosquitos que pican (midges en inglés, lo que genera el nombre original del lugar) y otros insectos, como la especie de grillos que Sam llamó niquebriques por su onomatopeya, que atronaba en todo el pantano.

## Historia enEl Señor de los Anillos
Los días 2 y 3 de octubre de 3018 T. E., Frodo, Sam, Merry y Pippin tuvieron que cruzar los pantanos de Moscagua guiados por Trancos a los tres días de salir de Bree en marcha hacia Rivendel, para evadir a los Nazgûl que les buscaban. Pasaron en estos pantanos dos incómodos días con sus noches.

## Adaptaciones
Las escenas que se desarrollan en Moscagua fueron cortadas de la versión exhibida en los cines de El Señor de los Anillos: la Comunidad del Anillo, por motivos de metraje, aunque habían sido rodadas, y se incluyeron en la versión extendida de esa película.